# Jason Sudeikis
Daniel Jason Sudeikis (født 18. september 1975) er en amerikansk skuespiller og komiker, der i øjeblikket er en af hovedrollerne som en af skuespillerne på Saturday Night Live.
Sudeikis fik sin første føre filmrolle, med Owen Wilson i Farrelly-brødre komedien Alt tilladt fra 2011.